# Bank of America 500
Das Bank of America 500 ist das zweite Rennen im NASCAR Sprint Cup auf dem Charlotte Motor Speedway in Concord, North Carolina, unweit von Charlotte. Es wird üblicherweise im Oktober ausgetragen und geht über eine Renndistanz von 500 Meilen. Vor dem Jahr 1966 betrug die Renndistanz 400 Meilen.
Aufgrund der hohen Einschaltquoten des 2002er Rennens, welches wegen Regens drei Stunden später gestartet wurde und zur Hauptsendezeit zu Ende ging, entschieden sie die Offiziellen der Rennstrecke das Rennen auf Samstagabend zu verschieben.
In der Saison 2002 erzielte Jamie McMurray als Ersatz für den verletzten Sterling Marlin einen neuen Rekord in der modernen Ära von NASCAR seit 1972: Nach nur zwei Rennen gewann er sein erstes Rennen.

## Sieger
- 2011: Matt Kenseth
- 2010: Jamie McMurray
- 2009: Jimmie Johnson
- 2008: Jeff Burton
- 2007: Jeff Gordon
- 2006: Kasey Kahne
- 2005: Jimmie Johnson
- 2004: Jimmie Johnson
- 2003: Tony Stewart
- 2002: Jamie McMurray
- 2001: Sterling Marlin
- 2000: Bobby Labonte
- 1999: Jeff Gordon
- 1998: Mark Martin
- 1997: Dale Jarrett
- 1996: Terry Labonte
- 1995: Mark Martin
- 1994: Dale Jarrett
- 1993: Ernie Irvan
- 1992: Mark Martin
- 1991: Geoff Bodine
- 1990: Davey Allison
- 1989: Ken Schrader
- 1988: Rusty Wallace
- 1987: Bill Elliott
- 1986: Dale Earnhardt
- 1985: Cale Yarborough
- 1984: Bill Elliott
- 1983: Richard Petty
- 1982: Harry Gant
- 1981: Darrell Waltrip
- 1980: Dale Earnhardt
- 1979: Cale Yarborough
- 1978: Bobby Allison
- 1977: Benny Parsons
- 1976: Donnie Allison
- 1975: Richard Petty
- 1974: David Pearson
- 1973: Cale Yarborough
- 1972: Bobby Allison
- 1971: Bobby Allison
- 1970: LeeRoy Yarbrough
- 1969: Donnie Allison
- 1968: Richard Petty
- 1967: Buddy Baker
- 1966: LeeRoy Yarbrough
- 1965: Fred Lorenzen
- 1964: Fred Lorenzen
- 1963: Junior Johnson
- 1962: Junior Johnson
- 1961: Joe Weatherly
- 1960: Speedy Thompson